# 阿·敖德斯尔
阿·敖德斯尔（1924年11月17日—2013年2月21日），男，蒙古族，热河特别区昭乌达盟（今内蒙古自治区赤峰市）巴林右旗人，中国政治人物、军事人物、作家、编辑，一级作家，曾任内蒙古作家协会主席、名誉主席。

## 生平
敖德斯尔出生于于昭乌达盟巴林的牧民家庭。1946年10月，参加了内蒙古自卫军。22岁时，担任内蒙古自卫军骑兵第四师32团政治处主任。1947年，加入中国共产党。1948年，由部队推荐到冀察热辽解放区联大鲁迅艺术学院学习。开始文学创作。其后，出任骑兵第三师宣传队队长、宣传科科长以及内蒙古军区文工团团长等职务。解放战争时期荣获三级解放勋章。1957年，转业至内蒙古作家协会。其后，任内蒙古作协主席、《花的原野》和《草原》杂志主编。1984年，评为一级作家。

## 社会兼职
内蒙古自治区文学艺术界联合会副主席、名誉主席，内蒙古作家协会名誉主席，中国作家协会第三届、第四届理事，第五届、第六届全国委员会委员。

## 作品
创作小说、话剧、儿童文学、电影文学剧本等多类作品。其中电影文学剧本《骑士的荣誉》、《蒙根花》、《战地黄花》等已拍摄成电影。内蒙古文学创作基金会以他捐献的奖金建立“敖德斯尔文学奖”。

## 备注
1. ↑  另一个出生日期是1924年11月11日[1]。